# Niobichthys ferrarisi
Niobichthys ferrarisi är en fiskart som beskrevs av Schaefer och Provenzano, 1998. Niobichthys ferrarisi ingår i släktet Niobichthys och familjen Loricariidae. Inga underarter finns listade i Catalogue of Life.